# Fischer-Wagen

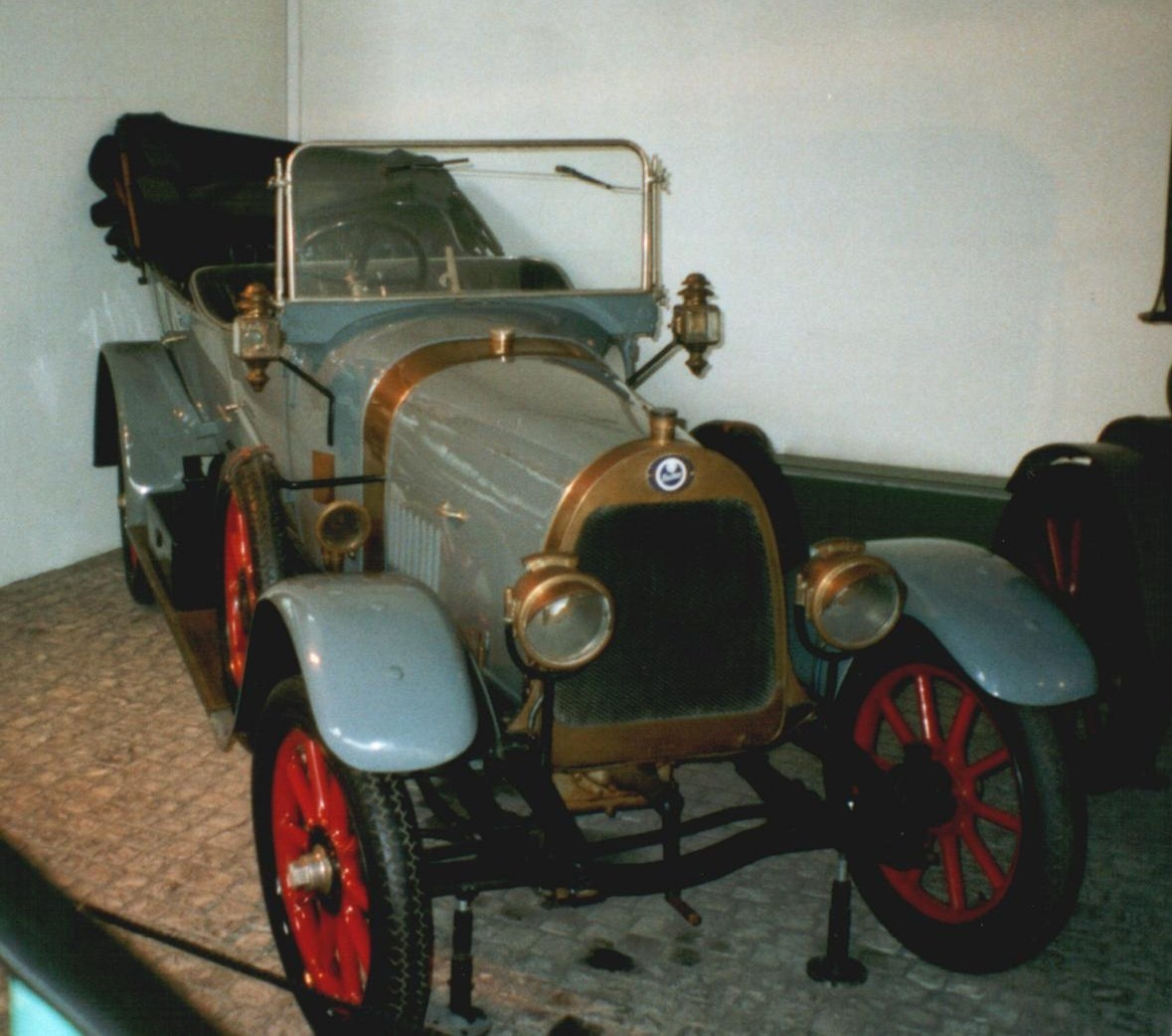
Fischer von 1913

Fischer war ein Schweizer Hersteller von Automobilen.

## Unternehmensgeschichte
Das Unternehmen Fischer-Wagen AG wurde 1908 von Martin Fischer mit Hilfe eines Seidenfabrikanten in Zürich gegründet, nachdem er die Turicum AG verlassen hatte.
Fischer entwickelte einen seitengesteuerten Schiebermotor, dessen einfacher Schieber so konstruiert war, dass er eine doppelte Bewegung durchführte; er oszillierte und änderte dabei laufend seine Drehrichtung. Dies war zudem ein sehr früher Motor in Monobloc-Bauweise; d. h. nicht mehr mit paarweise gegossenen Zylinderblöcken.
1911 wurde der Motor an der Berliner Automobil-Ausstellung gezeigt. In der Folge erwarben mehrere Automobilhersteller Lizenzen zum Nachbau: In Orléans wurde der Automobil- und Nutzfahrzeughersteller Delaugère & Clayette auf das System Fischer aufmerksam und stellte in Lizenz Motoren her für den PKW 2.7 litre Type SS ("SS": Sans Soupapes; ventillos). Mit dem Ausbruch des Ersten Weltkriegs endete diese Geschäftsbeziehung.
Als noch kurzlebiger erwies sich die Zusammenarbeit mit einem anderen kleinen Hersteller, De Bazelaire in Paris, der 1913 mit einem Sechszylindermotor experimentierte, schließlich aber bei zugekauften Motoren von Ballot resp. rasch veraltenden T-Kopf-Motoren von Janvier blieb.
Vertreter der Aristos Company in New York City hatten den Motor ebenfalls in Berlin gesehen. Für ihren geplanten Luxuswagen Mondex-Magic erwarben sie eine Lizenz zur Herstellung und stellten in den Jahren 1914 und 1915 zwei Modelle in der obersten Preisklasse her. Beide wiesen Sechszylindermotoren nach dem Fischer-Patent auf; der kleinere hatte einen Hubraum von 4,2 Litern und 40 PS nach damaliger Berechnungsformel, der größere 7 Liter und 60 PS; letzterer wurde auch im Palmer-Singer Magic Six verwendet, der im Januar 1914 erschien. 1918 wurden 89 Fahrzeuge hergestellt. 1919 kam es zu einer Zusammenarbeit mit der Schweizerischen Industrie-Gesellschaft, kurz SIG. 1922 wurde die Produktion eingestellt.
Fischer hatte letztlich weitaus weniger Erfolg mit seinem Motor als Charles Yale Knight, dessen Prinzip sich eine Zeitlang durchsetzte und von führenden Marken wie Mercedes, Daimler, Minerva, Panhard & Levassor oder Voisin teils bis in die 1930er Jahre verwendet wurde. Es gibt Hinweise darauf, dass der Motor nicht zufriedenstellend arbeitete. Als Palmer-Singer im März 1914 in Konkurs ging, wurden "teure Experimente" als einer der Gründe angeführt.

## Fahrzeuge
Das erste Modell 16/22 PS hatte einen Vierzylindermotor mit 2011 cm³ Hubraum und wurde von 1908 bis 1911 in 70 Exemplaren produziert. Zwischen 1911 und 1914 wurden 200 Einheiten des Nachfolgemodells mit Vierzylinder-Schiebermotor, der zwischen 33 und 35 PS leistete, hergestellt. 1914 wurden außerdem zwei Exemplare des Modells 40 PS SS mit Sechszylinder-Schiebermotor, 4100 cm³ Hubraum und 40 PS Leistung produziert. Ab 1919 erschien als letztes Modell ein Kleinwagen mit zwei Sitzen in Tandemform, den ein V2-Motor von MAG antrieb.
Zwei Fahrzeuge dieser Marke sind im Verkehrshaus der Schweiz in Luzern zu besichtigen.

## Lizenznehmer
- Aristos Company (New York City, New York, USA)[4]
- De Bazelaire (Paris, Frankreich)[2]
- Delaugère & Clayette (Orléans, Loiret, Frankreich)[8]
- Palmer & Singer Manufacturing Company (Long Island City, New York, USA)[9]